# N-甲基吡咯烷酮
N-甲基吡咯烷酮（NMP）是2-吡咯烷酮的N-甲基衍生物。

## 性质
N-甲基吡咯烷酮是无色至淡黄色透明液体，吸湿性强，与水、乙醇、乙醚、丙酮、乙酸乙酯、氯仿、苯等多数有机溶剂混溶。化学性质稳定，但遇酸或碱会使内酰胺环破裂。

## 制取
可由丁内酯与甲胺反应制得。

## 应用
广泛应用于石油化工、农药、医药、电子材料等领域。用于合成气的脱硫、乙炔的回收与精制、烯烃的萃取、难溶工程塑料的聚合等。
目前另外一项主要应用于锂电池的加工过程中，在锂电池的加工过程中充当浆料的溶剂，能够溶解粘结剂和分散活性物质，在使用过程中可以通过回收系统回收。